# Fuyu (Qiqihar)
Fuyu (富裕县 Fùyù Xiàn) ist ein Kreis der bezirksfreien Stadt Qiqihar in der nordostchinesischen Provinz Heilongjiang. Er hatte eine Fläche von 4026 km² und zählte knapp 300.000 Einwohner (Ende 2010). Sein Hauptort ist die Großgemeinde Fuyu (富裕镇). Da die Großgemeinde Taha Ende März 2013 ausgegliedert und dem Stadtbezirk Jianhua zugeschlagen wurde, hat sich die Fläche damit auf 3348 km² und die Einwohnerzahl auf ca. 274.000 Menschen reduziert.

## Ethnische Gruppen
Obwohl die ethnischen Minderheiten nur knapp 6 % der Bevölkerung Fuyus ausmachen, spielt ihre traditionelle Kultur vor allem für die Außenwahrnehmung in der Provinz eine große Rolle:
- In Fuyu leben über 7.000 Manju, darunter bis wenigstens Anfang des 21. Jahrhunderts die vermutlich letzten Einzelpersonen, die fließend Manjurisch sprechen konnten. Durch die Ausgliederung von Taha im März 2013 hat sich die Zahl der Manju reduziert.
- Die knapp 6.000 Daur sprechen eine mongolische Sprache, sind aber kulturell durch ihre hervorgehobene Stellung in der Qing-Dynastie eng mit den Manju verbunden und leben oftmals in Siedlungs- und z. T. auch Heiratsgemeinschaften mit ihnen. Durch die Ausgliederung von Taha im März 2013 hat sich die Zahl der Daur reduziert.
- Die gut 2.000 Mongolen leben in einigen Dörfern der Großgemeinde Fuhai und in Ansiedlungen auf der Staatsweide Fuyu. Im Unterschied zu den meisten Mongolen Nordostchinas handelt es sich bei ihnen um Oiraten aus Westchina, deren Vorfahren nach der Niederschlagung der dortigen Aufstände 1759 nach Heilongjiang umgesiedelt worden waren.
- Die Vorfahren der knapp 1.500 Kirgisen kamen gemeinsam mit den Westmongolen nach Fuyu. Einige ältere Leute sprechen noch heute ihre chakassische Sprache, die mit dem Kirgisischen Xinjiangs nur entfernt verwandt ist. Im Gegensatz zu den Kirgisen in Xinjiang wurden die Heilongjiang-Kirgisen nie islamisiert. Ihre vorherrschende Religion ist der tibetische Buddhismus der Gelug-Schule, verwoben mit starken Überresten ihres traditionellen Schamanismus.
- Hinzu kommen kleinere Gruppen von Hui, Koreanern, Xibe und Ewenken, die überwiegend in den letzten einhundert Jahren zugewandert sind.

## Administrative Gliederung
Auf Gemeindeebene setzt sich Fuyu aus sechs Großgemeinden, zwei Gemeinden, einer Nationalitätengemeinden, einer Staatsweide und einer staatlichen Viehzuchtstation zusammen. Diese sind: 
- Großgemeinde Fuyu (富裕镇), Sitz der Kreisregierung;
- Großgemeinde Erdaowan (二道湾镇);
- Großgemeinde Fanrong (繁荣镇);
- Großgemeinde Fuhai (富海镇);
- Großgemeinde Fulu (富路镇);
- Großgemeinde Long'anqiao (龙安桥镇);
- Gemeinde Shaowen (绍文乡);
- Gemeinde Zhonghou (忠厚乡);
- Gemeinde Youyi der Daur, Manju und Kirgisen 友谊达斡尔族满族柯尔克孜族乡;
- Staatliche Viehzuchtstation Fanrong (繁荣种畜场);
- Staatsweide Fuyu (富裕牧场).